# Su Yiming
Su Yiming (n. 18 februarie 2004, Jilin⁠(d), Republica Populară Chineză) este un sportiv ce a reprezentat Republica Populară Chineză, medaliat olimpic. A participat la o ediție a Jocurilor Olimpice (2022) în care a câștigat o medalie de aur și o medalie de argint.